# ヨモギハムシ
ヨモギハムシ（学名：Chrysolina aurichalcea）は、甲虫目カブトムシ亜目ハムシ科に分類される昆虫。ハムシの一種。

## 分布
北海道・本州・四国・九州と沖縄に分布する。

## 生態
体長7～10mm。体は黒色で青色や紫色の光沢がある。草原や人家周辺によくみられる。キク科の植物であるヨモギやヤマシロギクなどの葉を食べる。成虫で越冬する。